# Dandaragan Shire
Dandaragan Shire är en kommun i Australien. Den ligger i delstaten Western Australia, omkring 160 kilometer norr om delstatshuvudstaden Perth. Antalet invånare var 3 213 vid folkräkningen 2016.
Följande samhällen finns i Dandaragan:
- Jurien Bay
- Cervantes
- Dandaragan